# 12 Comae Berenices
12 Comae Berenices, som är stjärnans Flamsteedbeteckning, är en dubbelstjärna och misstänkt variabel i stjärnbilden Berenikes hår, dock utan fotometriska bevis för att den är variabel i ljusstyrka. Stjärnan är den ljusstarkaste medlemmen i Comahopen. Den har en genomsnittlig skenbar magnitud på ca 4,80 och är synlig för blotta ögat där ljusföroreningar ej förekommer. Baserat på parallaxmätning inom Hipparcosuppdraget på ca 11,8 mas, beräknas den befinna sig på ett avstånd på ca 276 ljusår (ca 85 parsek) från solen.

## Egenskaper

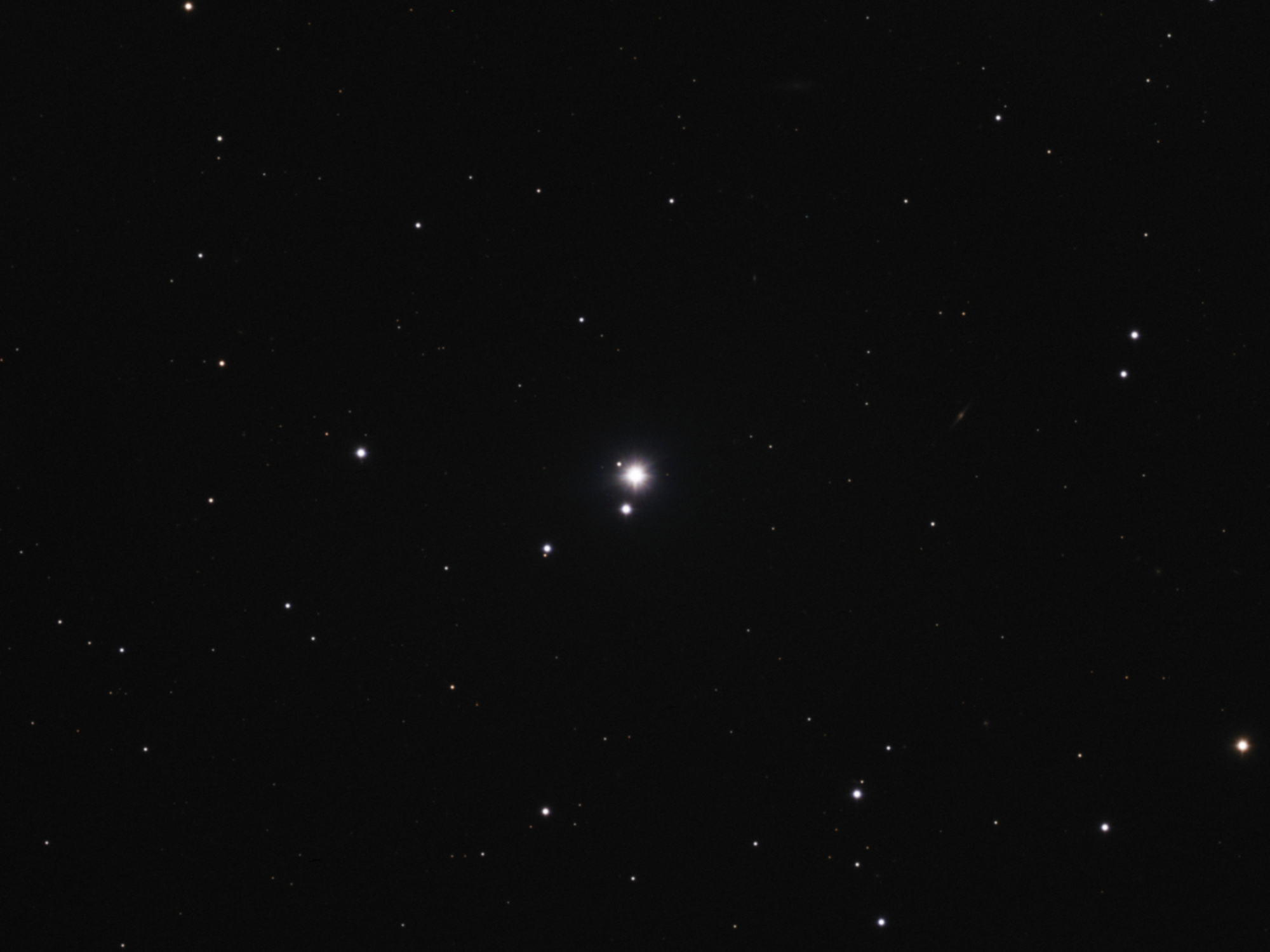
12 Comae Berenices fotograferad i våglängder av synligt ljus.

Primärstjärnan 12 Comae Berenices A är en gul till vit jättestjärna av spektralklass F6 III.  Den har en massa som är ca 2,6 gånger solens massa, en radie som är ca 9 gånger större än solens och utsänder ca 56 gånger mera energi än solen från dess fotosfär vid en effektiv temperatur på ca 5 300 K.
Följeslagaren 12 Comae Berenices B är en blå till vit stjärna i huvudserien av spektralklass A3 V.  Den har en massa som är ca 2,1 gånger solens massa, en radie som är ca 2,5 gånger större än solens och utsänder ca 30 gånger mera energi än solen från dess fotosfär vid en effektiv temperatur på ca 8 500 K.
12 Comae Berenices är en dubbelsidig spektroskopisk dubbelstjärna med en omloppsperiod på 396,5 dygn och en excentricitet på 0,566,  som varierar mellan visuell magnitud +4,78 och 4,89.